# Stenodynerus convolutus
Stenodynerus convolutus är en stekelart som först beskrevs av Fox 1902.  Stenodynerus convolutus ingår i släktet smalgetingar, och familjen Eumenidae. Inga underarter finns listade i Catalogue of Life.